# 九州マツダ
株式会社九州マツダ（きゅうしゅうマツダ）は福岡県、長崎県、大分県の九州北部地方3県を営業エリアとするマツダのカーディーラー。

## 概要
マツダ5チャンネル化政策の失敗により、マツダは深刻な経営危機に陥り、全国の販売会社も同様の状況であった。1996年、フォード主導で経営再建が進められることになり、国内の販売体制も大規模な改革が行われた。
- 2000年10月1日、マツダアンフィニ久留米を合併
- 2001年9月30日、マツダアンフィニ長崎を合併
- 2002年1月1日、マツダアンフィニ福岡を合併
- 2003年2月1日、福岡マツダ販売・北九州マツダ・大分マツダ販売が合併し、「株式会社九州マツダ」が設立される。

## 販売店
- 福岡エリア
- 久留米エリア
- 北九州エリア
- 大分エリア
- 長崎エリア